# Mahsa Vahdat
Mahsa Vahdat (Perzisch: مهسا وحدت) (Teheran, 29 oktober 1973) is een Iraanse zangeres en muzikante.   

## Biografie
Vahdat werd geboren in in Teheran in 1973, vijf jaar voor de Iraanse revolutie. Mahsa en haar zus Marjan zongen graag en dit werd thuis aangemoedigd. Mahsa en Marjan leerden liedjes van hun oma, vaak liedjes van Qamar-ol-Moluk Vaziri, de eerste Iraanse zangeres ooit die in het openbaar zong zonder sluier. Mahsa groeide op met muziek en poëzie. Haar favoriete zangeressen als kind waren Marzieh en Delkash. Ze studeerde zang, piano, setar en traditionele Perzische muziek bij diverse docenten en aan de Universiteit voor de Kunsten in Teheran.

## Loopbaan
In Iran is het voor vrouwen illegaal om solo te zingen in het openbaar of voor een gemengd publiek van mannen en vrouwen. Ook mogen vrouwen niet optreden voor radio en tv. Mahsa en Marjan gaven hun eerste concert daarom in een kelder voor een publiek van alleen vrouwen. Vanaf 1997 gingen ze internationaal optreden, eerst voor de Iraanse gemeenschap in Duitsland.    
In 2003 werden ze door Erik Hillestad van het Noorse platenlabel Kirkelig Kulturverksted geselecteerd voor het verzamalalbum Lullabies from the Axis of Evil, naast onder andere Nina Hagen, Eddi Reader, Kari Bremnes, Rim Banna en Sevara Nazarkhan. Mahsa en Marjan Vadat brachten daarna hun albums uit bij Kirkelig Kulturverksted. Ze bleven daarna nog lange tijd in Iran wonen en lesgeven. Maar vanwege druk en beperkingen van de autoriteiten moesten ze in bepaalde periodes uitwijken naar het buitenland.   
In veel van haar songs zingt Mahsa Vahdat gedichten van oude Perzische dichters zoals Rumi, Hafez, en Khayam. Ook kiest ze regelmatig voor werk van vrouwelijke dichters zoals Forough Farrokhzad. Ze combineert op haar albums verschillende genres, maar haar muziek is geworteld in de traditionele en klassieke muziek uit Iran.
Mahsa Vahdat nam enkele solo-albums op en diverse albums met andere artiesten, waaronder het Amerikaanse Kronos Quartet, de Amerikaanse zanger Mighty Sam McClain, het Noorse SKRUK koor, de Turkse musicus Coşkun Karademir en haar zus Marjan Vahdat. Jazzpianist Tord Gustavsen werkte mee aan de albums Enlighten the Night, Traces of an Old Vineyard en In the mirror of wine.   
Mahsa Vahdat trad verschillende keren in Nederland op, onder andere op het Holland Festival, Crossing Border, Welcome to the Village en het Houtfestival. Ook gaf ze in Nederland concerten met Amsterdam Sinfonietta.

## Erkenning en waardering
Mahsa Vahdat's werk kreeg goede kritieken en ze ontving diverse internationale prijzen. Songlines omschreef haar stem als zijdezacht en intens mooi, en schreef dat ze "op meesterlijke wijze heeft bewezen hoe het mogelijk is voor Perzische muziek om te blijven ontwikkelen".
Haar album 'Enlighten the Night' eindigde in 2020 in de top 10 van de World Music Charts Europe.

### Prijzen en nominaties
- 2010: Freemuse Award (een prijs voor het bijdragen aan vrijheid van meningsuiting binnen de muziekwereld)[13].
- 2013: Independent Music Award in de categorie World Traditional voor het album Twinklings of Hope van Mahsa & Marjan Vahdat[14]
- 2016: nominatie voor Songlines Music Award in de categorie 'Fusion'[15].
- 2017: nominatie voor Songlines Music Award in de categorie 'Africa & Middle East'.[16]

## Discografie
| Artiest                                                   | Titel (Engels)                                            | Jaar |
| --------------------------------------------------------- | --------------------------------------------------------- | ---- |
| Diverse artiesten                                         | Lullabies from the Axis of Evil                           | 2003 |
| Mahsa Vahdat & Marjan Vahdat                              | Songs from a Persian Garden                               | 2007 |
| Mahsa Vahdat, Marjan Vahdat & Atabak Elyasi               | I Am Eve                                                  | 2008 |
| Mahsa Vahdat & Mighty Sam McClain                         | Scent of Reunion: Love Duets Across Civilizations         | 2010 |
| Skruk & Mahsa Vahdat                                      | In the Mirror of Wine (I Vinens Speil)                    | 2010 |
| Mahsa Vahdat & Marjan Vahdat                              | Twinklings of Hope                                        | 2012 |
| Mahsa Vahdat & Mighty Sam McClain                         | A Deeper Tone of Longing: Love Duets Across Civilizations | 2012 |
| Mahsa Vahdat                                              | Traces of an Old Vineyard                                 | 2015 |
| The Secret Ensemble (met Coşkun Karademir & Mahsa Vahdat) | Call of the Birds                                         | 2016 |
| Mahsa Vahdat & Coşkun Karademir                           | Endless path                                              | 2017 |
| Kronos Quartet, Mahsa Vahdat & Marjan Vahdat              | Placeless                                                 | 2019 |
| Mahsa Vahdat                                              | Enlighten the Night                                       | 2020 |
| Skruk & Mahsa Vahdat                                      | Braids of Innocence                                       | 2022 |